# Giornata mondiale della proprietà intellettuale
La giornata mondiale della proprietà intellettuale viene celebrata dal 2001.
Questo evento è stato creato dall'Organizzazione mondiale per la proprietà intellettuale.
 Il giorno 26 aprile è stato scelto in quanto data della convenzione sulla proprietà intellettuale entrata in vigore nel 1970.
Ogni anno, l'evento è associato ad un messaggio.